# 何福堂站
何福堂站（英語：Hoh Fuk Tong Stop）是香港輕鐵車站。代號310，屬於單程車票第2收費區，位於青山公路－新墟段，車站名稱來自旁邊的中華基督教會何福堂書院。

## 車站結構

### 車站樓層
| 地面              | 出口 | 青山公路－新墟段、玫瑰花園 |   |  |
| 地面              | 月台 | \| 側式 · 開左邊车门 \| \| \| \| \| \| \| \| 輕鐵614綫往元朗（新墟） 輕鐵614P綫往兆康（新墟） \| 1 \| \| \| \| 2 \| 輕鐵614綫往屯門碼頭（杯渡） 輕鐵614P綫往屯門碼頭（杯渡） \| \| \| \| 側式 · 開左邊车门 \| \| \| \| \| |   |  |
| 地面              | 出口 | 中華基督教會何福堂書院、中華基督教會拔臣小學、何福堂會所、良田村、新圍仔 |   |  |
| 側式 · 開左邊车门 |      | |   |  |
|                   |      | 輕鐵614綫往元朗（新墟） 輕鐵614P綫往兆康（新墟） | 1 |  |
|                   | 2    | 輕鐵614綫往屯門碼頭（杯渡） 輕鐵614P綫往屯門碼頭（杯渡） |   |  |
| 側式 · 開左邊车门 |      | |   |  |

### 車站周邊
- 中華基督教會何福堂書院
- 中華基督教會拔臣小學
- 中華基督教會何福堂會所
- 鄉師自然學校
- 玫瑰花園
- 新墟
- 青山公路－新墟段
- 良田村
- 新圍仔
- 青山浸信會

## 外部連結
- 港鐵公司－輕鐵街道圖（页面存档备份，存于）
- 港鐵公司－輕鐵行車時間表（页面存档备份，存于）